# حصار سبتة (1419)
حصار سبتة عام 1419 (يُذكر أحيانًا أنه حدث سنة 1418) اندلع بين قوات الدولة المرينية المحاصِرة بقيادة السلطان أبو سعيد عثمان الثاني بما في ذلك القوات الحليفة من إمارة غرناطة، ضد قيادة الحامية البرتغالية في سبتة تحت قيادة بيدرو دي مينيزيس [الإنجليزية].
بعد خسارة المدينة في هجوم مفاجئ شنه البرتغاليون عام 1415 فيما يُعرف بفتح سبتة (أو «سقوط سبتة» من المنظور المغربي)، جمع السلطان المغربي جيشا بعد أربع سنوات وحاصر المدينة.
قام البرتغاليون بتجميع أسطول تحت قيادة الأمراء هنري الملاح وجون ريجينوس لتخفيف الحصار عن سبتة. وفقًا للمؤرخين، تبين أن أسطول الإغاثة لم يكن ضروريًا إلى حد كبير. في مناورة جريئة، قاد بيدرو دي مينيزيس [الإنجليزية] الحامية البرتغالية في طلعة ضد معسكر المريني المحاصِر وأجبره على رفع الحصار قبل وصول أسطول الإغاثة.
أُلقي باللوم على السلطان المريني في فقدان سبتة، وقد اغتيل في انقلاب في فاس عام 1420، ولم يتبق من إرثه سوى طفل ولي للعهد. ثم انزلق المغرب في فوضى لاسلطوية، حيث تنافس المطالبون بالعرش وقام الحكام المحليون بإقامة إمارات إقليمية لأنفسهم، وباعوا دعمهم لمن يدفع أعلى سعر. خفضت الأزمة السياسية في المغرب من الضغط على سبتة لسنوات عديدة بعد ذلك.